# Göring-Telegramm

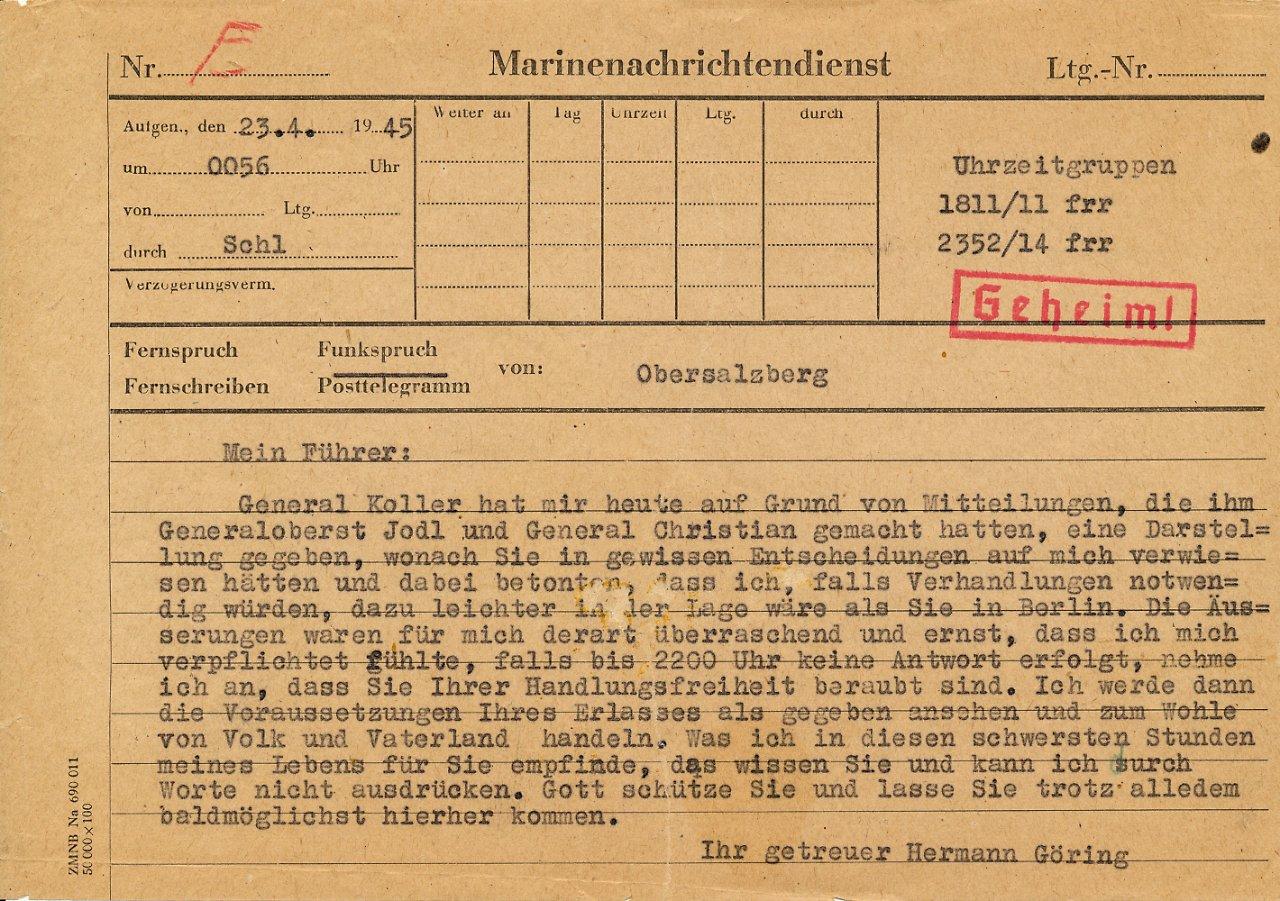
Für Martin Bormann erstellter Durchschlag des Telegramms

Als Göring-Telegramm wird ein am 23. April 1945, also wenige Tage vor der bedingungslosen Kapitulation der Wehrmacht, von Hermann Göring an Adolf Hitler gerichtetes Telegramm bezeichnet.

## Inhalt
Das Telegramm lautet:

„Mein Führer:
General Koller hat mir heute auf Grund von Mitteilungen, die ihm Generaloberst Jodl und General Christian gemacht hatten, eine Darstellung gegeben, wonach Sie in gewissen Entscheidungen auf mich verwiesen hätten und dabei betonten, dass ich, falls Verhandlungen notwendig würden, dazu leichter in der Lage wäre als Sie in Berlin. Die Äusserungen waren für mich derart überraschend und ernst, dass ich mich verpflichtet fühlte, falls bis 2200 Uhr keine Antwort erfolgt, nehme ich an, dass Sie Ihrer Handlungsfreiheit beraubt sind. Ich werde dann die Voraussetzungen Ihres Erlasses als gegeben ansehen und zum Wohle von Volk und Vaterland handeln. Was ich in diesen schwersten Stunden meines Lebens für Sie empfinde, das wissen Sie und kann ich durch Worte nicht ausdrücken. Gott schütze Sie und lasse Sie trotz alledem baldmöglichst hierher kommen.
Ihr getreuer Hermann Göring“

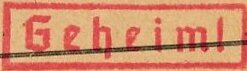
Stempel „Geheim!“

Dem Telegrammkopf des für Martin Bormann erstellten Durchschlags, der bis heute erhalten ist, kann man entnehmen, dass es am 23. April 1945 um 0:56 Uhr als Funkspruch vom Obersalzberg aufgenommen wurde. Das Funktelegramm trägt den Stempel „Geheim!“ sowie den Dringlichkeitsvermerk „FRR“, die damals höchste Stufe mit der Bedeutung: „Meldung für den Führer“.

## Hintergrund
Faktisch bot Göring damit Hitler an, ihn abzulösen und selbst die Macht im NS‑Staat zu übernehmen. Als Hitler dieses Telegramm bekam, soll er im Bunker unter der Reichskanzlei vor Wut getobt haben. Zwar hatte er Göring als seinen Stellvertreter gesehen und das auch mit Erlassen geregelt, aber in dieser Situation fühlte er sich von ihm verraten. Hitler interpretierte dies als versuchten Putsch und unterzeichnete einen von Martin Bormann aufgesetzten Funkspruch, wonach der Reichsmarschall mit sofortiger Wirkung aller Ämter und Auszeichnungen enthoben und wegen Hochverrats zu verhaften sei. Göring wurde daraufhin auf dem Berghof von der dortigen SS‑Kommandantur festgesetzt (siehe auch: Görings Entmachtung).

## Nachgeschichte
Ein amerikanischer Captain (Hauptmann) hatte das Original des Durchschlags, das er im Bunker in Berlin gefunden hatte, bereits 1945 als Souvenir mit in die Vereinigten Staaten genommen. Es gilt als ein historisch wichtiges Dokument zum Zweiten Weltkrieg.
Im Jahr 2015 wurde es zur Versteigerung angeboten und wechselte für 54.675 $ den Besitzer. Es wurde von einem Sammler aus Nordamerika erworben.